# Christina Holtz-Bacha

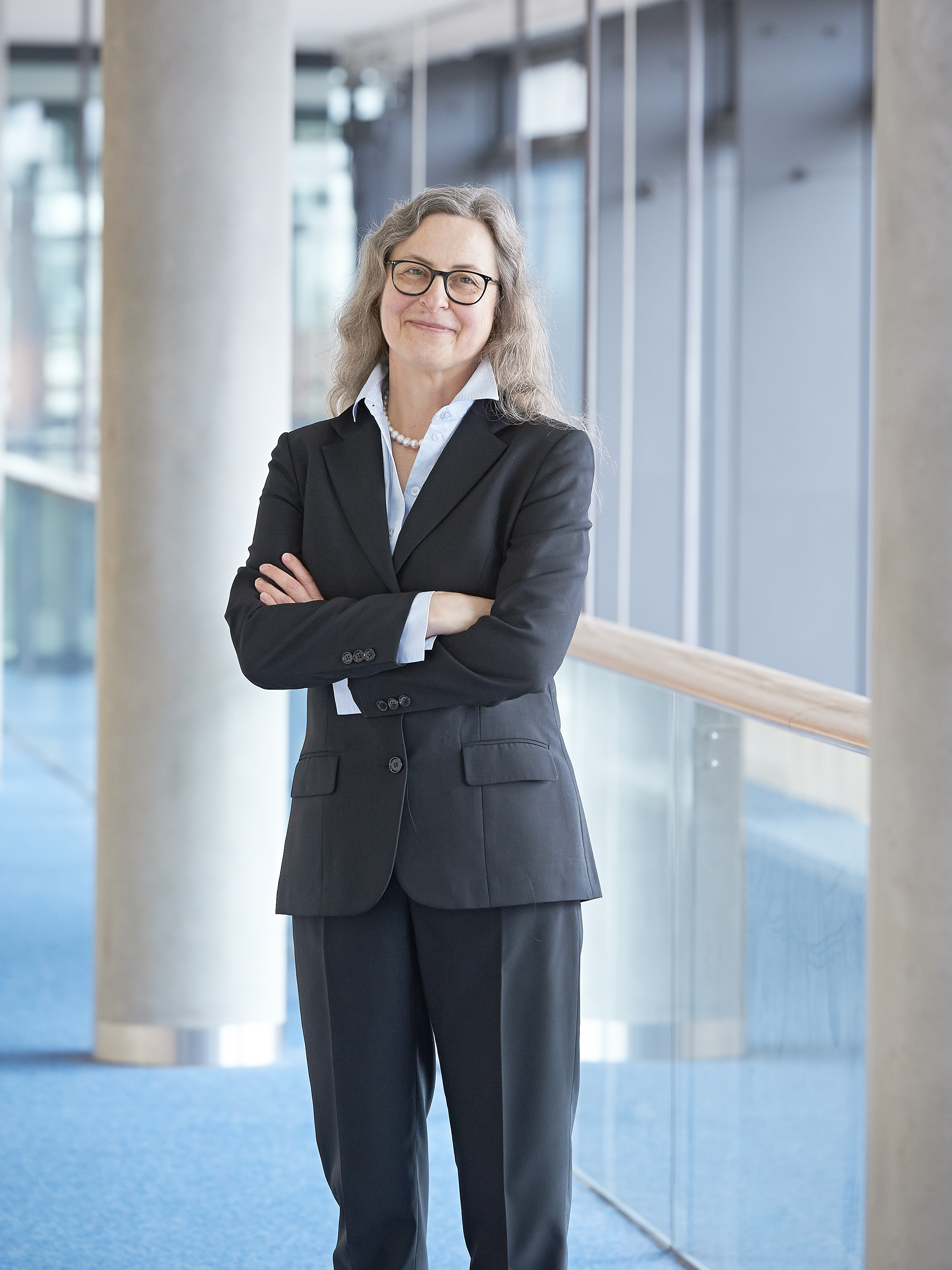
Christina Holtz-Bacha (2014)

Christina Holtz-Bacha (* 31. Dezember 1953 in Braunschweig) ist eine deutsche Kommunikationswissenschaftlerin und war von 2004 bis 2019 Inhaberin des Lehrstuhls für Kommunikationswissenschaft an der Friedrich-Alexander-Universität Erlangen-Nürnberg. Zu ihren Forschungsschwerpunkten zählen Politische Kommunikation, Medienpolitik, Mediensysteme sowie geschlechterspezifische Medienforschung.

## Leben
Christina Holtz-Bacha wurde 1953 in Braunschweig geboren und wuchs in Hannover auf. Sie studierte Publizistik, Politikwissenschaft und Soziologie in Münster und Bonn. Ihre Promotion zum Dr. phil. fand 1978 in Münster statt. Von 1979 bis 1981 war sie als Pressereferentin am Institut für Demoskopie Allensbach tätig und anschließend von 1981 bis 1991 wissenschaftliche Mitarbeiterin und akademische Rätin am Institut für Kommunikationswissenschaft der LMU München. 1986 lehrte sie als Gastprofessorin an der University of Minnesota.
Sie habilitierte sich 1989 an der Hochschule für Musik und Theater Hannover für das Fach Journalistik und Kommunikationswissenschaft. Ihre Habilitationsschrift  mit dem Titel "Ablenkung oder Abkehr von Politik? Mediennutzung im Geflecht politischer Orientierungen" entstand 1988. 1990 wurde eine von Christina Holtz-Bacha überarbeitete Version dieses Werkes veröffentlicht.
Seit 1989 ist Christina Holtz-Bacha Mitherausgeberin der kommunikationswissenschaftlichen Fachzeitschrift Publizistik. Von 1991 bis 1995 war sie Professorin an der Ruhr-Universität Bochum und anschließend an der Johannes Gutenberg-Universität Mainz. Dort lehrte und forschte sie am Institut für Publizistik und leitete es zwei Jahre lang. Ein Forschungsaufenthalt im Jahr 1995 führte sie zum Political Communication Center an der University of Oklahoma.
Von 1998 bis 2002 war Christina Holtz-Bacha Sprecherin der Fachgruppe Kommunikation und Politik in der Deutschen Gesellschaft für Publizistik und Kommunikationswissenschaft (DGPuK). Im Jahr 1999 hielt sich Christina Holtz-Bacha erneut in Amerika auf und forschte als Fellow am Shorenstein Center an der John F. Kennedy School of Government und der Harvard University. Von 2000 bis 2002 war sie stellvertretende Vorsitzende der Abteilung Political Communication der International Communication Association (ICA) und im Anschluss zwei Jahre lang Vorsitzende.
Seit 2004 ist Christina Holtz-Bacha Inhaberin des Lehrstuhls für Politik- und Kommunikationswissenschaft an der Friedrich-Alexander-Universität Erlangen-Nürnberg. Von 2010 bis 2012 arbeitete sie als Associate Editor Europe für das Communication Yearbook (ICA). Das Sommersemester 2011 verbrachte Christina Holtz-Bacha als Guest Researcher am Department of Journalism and Mass Communication der Universität Göteborg in Schweden. Ein Jahr später übernahm sie das Amt des Chair der Political Communication Research Section in der International Association for Media and Communication Research (IAMCR).
Darüber hinaus ist sie Mitglied in den Beiräten und Redaktionen vieler internationaler Zeitschriften wie Journal of Communication, European Journal of Communication, Journal of Political Marketing, Journalism & Mass Communication Educator, Estudios de Comunicación Política, International Journal of Press/Politics, Global Media Journal (German Edition), Revista Brasileira de Ciência Política, Journalism & Mass Communication Quarterly, Communication & Society, doxa comunicación und Cogent Social Sciences.

## Forschungsschwerpunkte
Christina Holtz-Bacha zählt vor allem durch ihre Tätigkeiten in internationalen Forschungsverbünden und ihre Lehr- und Forschungsaufenthalte in den USA zu den Trägern wichtiger Institutionen des Faches. Bei ihrer Habilitationsschrift Ablenkung oder Abkehr von Politik? Mediennutzung im Geflecht politischer Orientierungen handelt es sich um die erste Untersuchung zur Videomalaise in Deutschland. Michael J. Robinson gilt als Begründer der Hypothese der Videomalaise, jedoch war diese kaum empirisch untermauert und amerikanische Studien lieferten keinen eindeutigen Beleg. Durch die deutsche Studie sollte überprüft werden, ob sich in Deutschland ein Zusammenhang zwischen Medienverhalten und politischer Entfremdung existiert und wenn ja, wie dieser beschaffen ist. Zusätzlich wurde auch der Faktor der politischen Aktivität miteinbezogen. Das Untersuchungsmodell beruhte auf drei Fragen: "Gibt es einen Zusammenhang zwischen Medienverhalten, politischer Entfremdung und Bereitschaft zu politischer Aktivität? Zeigen sich dabei Unterschiede zwischen dem Fernsehen und den Printmedien? Gestaltet sich die Beziehung zwischen Medienverhalten und den politischen Orientierungen anders, je nachdem ob mehr politisch informierende oder mehr unterhaltende Angebote im Fernsehen oder in den Printmedien genutzt werden?" Die Studie zeigte, dass ein Zusammenhang besteht, dieser aber nicht in der Präferenz für das eine oder andere Medium begründet ist. Die Bereitschaft, in der Politik zu partizipieren, ist jedoch bei Menschen, die sich vorwiegend aus den Printmedien informieren, höher als bei anderen, die neben Printmedien auch das Fernsehen zur Information heranziehen. Außerdem zeigen sich Unterschiede in den politischen Orientierungen, je nachdem ob mehr informierende oder unterhaltende Angebote genutzt werden. Menschen, die sich mit politisch informierenden Inhalten beschäftigen, zeigen eine positivere Einstellung zur Politik und weisen eine höhere Bereitschaft zur politischen Partizipation auf. Unterstützt wurde Christina Holtz-Bacha bei dieser Arbeit von den Kommunikationswissenschaftlern Klaus Schönbach und Winfried Schulz, mit denen sie langjährig an Europawahlprojekten forschte.
In den darauffolgenden Jahren beschäftigte sich Christina Holtz-Bacha zunehmend mit Aspekten aus dem Bereich Gender und Medien. Es folgten einige Arbeiten gemeinsam mit Romy Fröhlich, die sich auf Frauen in Kommunikationsberufen, Gleichstellung von Frauen und Männern in den Medien, Unterschiede zwischen Frauen und Männern in der Rezeption von medialen Inhalten etc. beziehen. Im März 2012 sprach Christina Holtz-Bacha in einem Interview im Rahmen der Tagung "Gender Matters!" der Friedrich-Ebert-Stiftung über Stereotype von Frauen in Medien und Politik: "Die bekannteste Zwickmühle, mit der wir da zu tun haben, ist die zwischen feminin und maskulin. Also etwa, wenn eine Frau in den Wahlkampf geht, wie viel Weiblichkeit soll sie zeigen, wie viel Männlichkeit? […] Zeigt sie sich zu männlich, dann ist sie verschrien als Mannweib und das ist nicht gut für das Image. Und Weiblichkeit wird mit Schwäche assoziiert, das heißt, wenn sie zu weiblich in den Wahlkampf geht, […] gibt das das Bild, dass sie unter Umständen eben schwach ist und nicht vorbereitet ist auf das taffe Leben […] in der Politik."
Christina Holtz-Bachas wichtigster Forschungsbereich ist die Politische Kommunikation, insbesondere Wahl- und Informationskampagnen. Seit 1990 publiziert sie Wahlreader zu den Bundestagswahlen und schrieb zahlreiche Arbeiten zum Thema Wahlwerbung. Der Artikel "To entertain, inform, and educate" von Christina Holtz-Bacha und Pippa Norris wurde von der Political Communication Division der International Communication Association zum Best Article of the Year 2001 gewählt. Ihre Veröffentlichungen beschränken sich jedoch nicht nur auf Deutschland, sondern beschäftigen sich auch mit Europawahlen und US-amerikanischen Wahlen.

## Veröffentlichungen (Auswahl)

### Monografien
- Christina Holtz-Bacha: Ablenkung oder Abkehr von der Politik? Mediennutzung im Geflecht politischer Orientierungen. Westdeutscher Verlag, Opladen 1990, ISBN 3-531-12195-2 (Habilitationsschrift).
- Christina Holtz-Bacha: Medienpolitik für Europa. VS Verlag für Sozialwissenschaften, Wiesbaden 2006, ISBN 3-531-14127-9.
- Christina Holtz-Bacha: Medienpolitik für Europa II: der Europarat. VS Verlag für Sozialwissenschaften, Wiesbaden 2011, ISBN 978-3-531-15696-5.

### Wahlreader zu den Bundestagswahlen
- Christina Holtz-Bacha, Lynda Lee Kaid (Hrsg.): Die Massenmedien im Wahlkampf. Untersuchungen aus dem Wahljahr 1990. Westdeutscher Verlag, Opladen 1993, ISBN 3-531-12429-3.
- Christina Holtz-Bacha, Lynda Lee Kaid (Hrsg.): Wahlen und Wahlkampf in den Medien. Untersuchungen aus dem Wahljahr 1994. Westdeutscher Verlag, Opladen 1996, ISBN 3-531-12742-X.
- Christina Holtz-Bacha (Hrsg.): Wahlkampf in den Medien – Wahlkampf mit den Medien. Ein Reader zum Wahljahr 1998. Westdeutscher Verlag, Opladen 1999, ISBN 3-531-13419-1.
- Christina Holtz-Bacha (Hrsg.): Die Massenmedien im Wahlkampf. Die Bundestagswahl 2002. Westdeutscher Verlag, Wiesbaden 2003, ISBN 978-3-531-14028-5.
- Christina Holtz-Bacha (Hrsg.): Die Massenmedien im Wahlkampf. Die Bundestagswahl 2005. VS Verlag für Sozialwissenschaften, Wiesbaden 2006, ISBN 3-531-15056-1.
- Christina Holtz-Bacha (Hrsg.): Die Massenmedien im Wahlkampf. Das Wahljahr 2009. VS Verlag für Sozialwissenschaften, Wiesbaden 2010, ISBN 978-3-531-92509-7.
- Christina Holtz-Bacha (Hrsg.): Die Massenmedien im Wahlkampf. Die Bundestagswahl 2013. Springer VS, Wiesbaden 2015, ISBN 978-3-658-06151-7.
- Christina Holtz-Bacha (Hrsg.): Die Massenmedien im Wahlkampf. Die Bundestagswahl 2017. Springer VS, Wiesbaden 2015, ISBN 978-3-658-24824-6.

### Arbeiten zu Gender und Medien
- Christina Holtz-Bacha, Romy Fröhlich: Frauen und Massenkommunikation. Eine Bibliographie. Universitätsverlag Dr. N. Brockmeyer, Bochum 1993, ISBN 3-8196-0207-0.
- Christina Holtz-Bacha, Romy Fröhlich: Frauen und Medien. Eine Synopse der deutschen Forschung. Westdeutscher Verlag, Opladen 1995, ISBN 978-3-322-95644-6.
- Christina Holtz-Bacha, Romy Fröhlich: Geschlossene Gesellschaft? Zwischen Majorität und Minorität – Frauen in der Publizistik. Universitätsverlag Dr. N. Brockmeyer, Bochum 1995, ISBN 3-8196-0314-X.
- Christina Holtz-Bacha, Nina König-Reiling (Hrsg.): Warum nicht gleich? Wie die Medien mit Frauen in der Politik umgehen. VS Verlag für Sozialwissenschaften, Wiesbaden 2007, ISBN 978-3-531-90540-2.
- Christina Holtz-Bacha (Hrsg.): Frauen, Politik und Medien. VS Verlag für Sozialwissenschaften, Wiesbaden 2008, ISBN 978-3-531-90963-9.
- Christina Holtz-Bacha (Hrsg.): Stereotype? Die Darstellung von Frauen und Männern in der Werbung. VS Verlag für Sozialwissenschaften, Wiesbaden 2011, ISBN 978-3-531-93358-0 (2. Auflage).